# Kratki stiki
Kratki stiki è un film del 2006 diretto da Janez Lapajne.